# Ares (superkomputer)

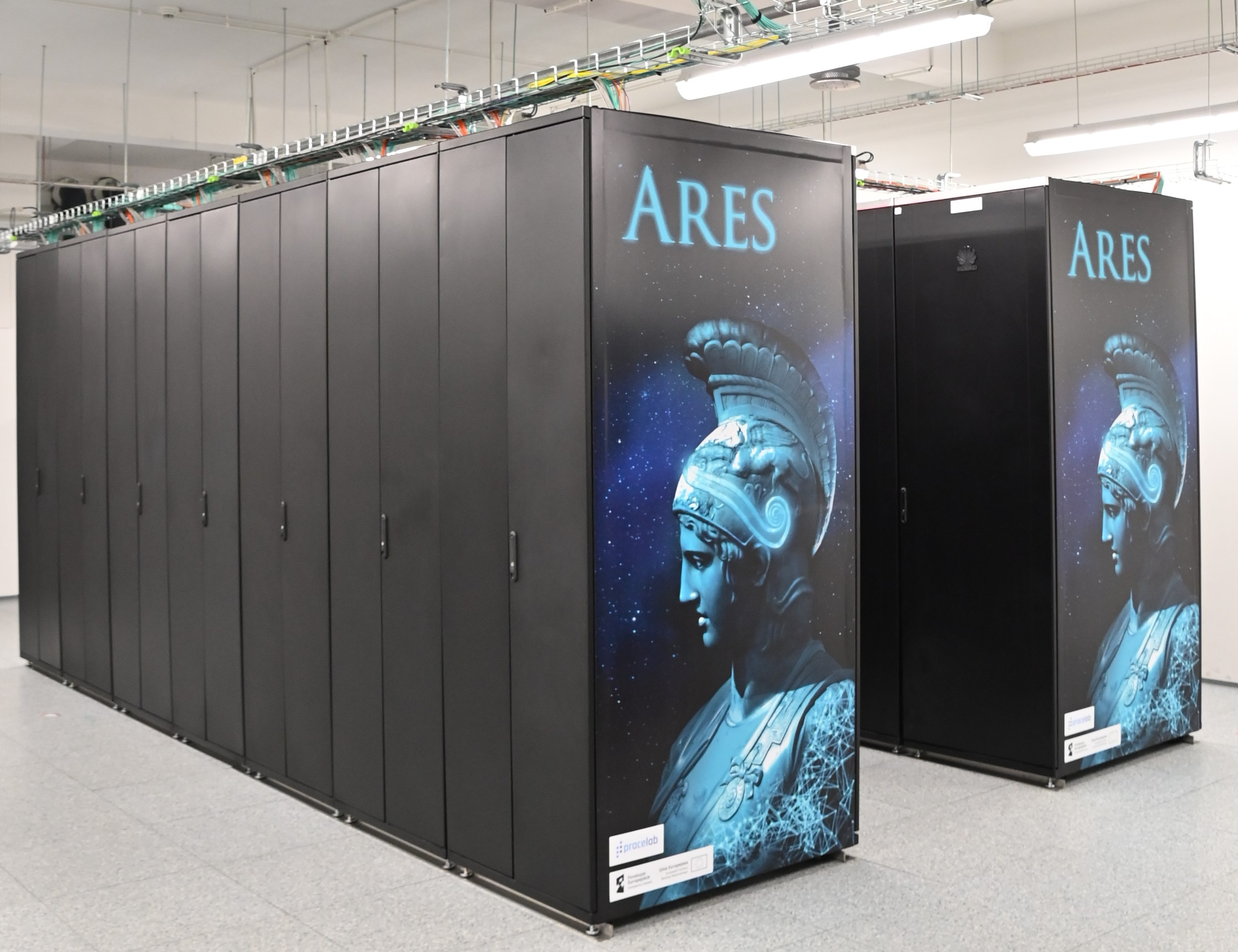
Superkomputer Ares, ACK CYFRONET AGH

Ares – superkomputer uruchomiony w Akademickim Centrum Komputerowym Cyfronet AGH w 2021 roku. Został udostępniony naukowcom w ramach infrastruktury PLGrid.

## Budowa
Ares został zbudowany z serwerów obliczeniowych z procesorami firmy Intel (model Xeon Platinum 8268 24C 2.9 GHz), podzielonych na trzy grupy:
- 532 serwery wyposażone w 192 GB pamięci RAM,
- 256 serwerów wyposażonych w 384 GB pamięci RAM,
- 9 serwerów, każdy posiadający 8 kart NVIDIA Tesla V100.

Superkomputer posiada łącznie 37 824 rdzenie obliczeniowe oraz 147,7 TB pamięci RAM.
Aresa wspomaga system dyskowy o pojemności ponad 11 PB. Do przesyłania danych używana jest sieć typu InfiniBand EDR. Ares jest chłodzony cieczą.

## Wydajność
Sumaryczna, teoretyczna wydajność części CPU Aresa to ponad 3,5 PFlops, a części GPU to ponad 500 TFlops. W 2021 roku Ares zajął 216. miejsce na światowej liście TOP500 superkomputerów o najwyższej mocy obliczeniowej. Na liście 06/2023 zajął 362 pozycję. Jednocześnie zajął 101. miejsce na liście Green500.